# Johann Caspar Ulrich

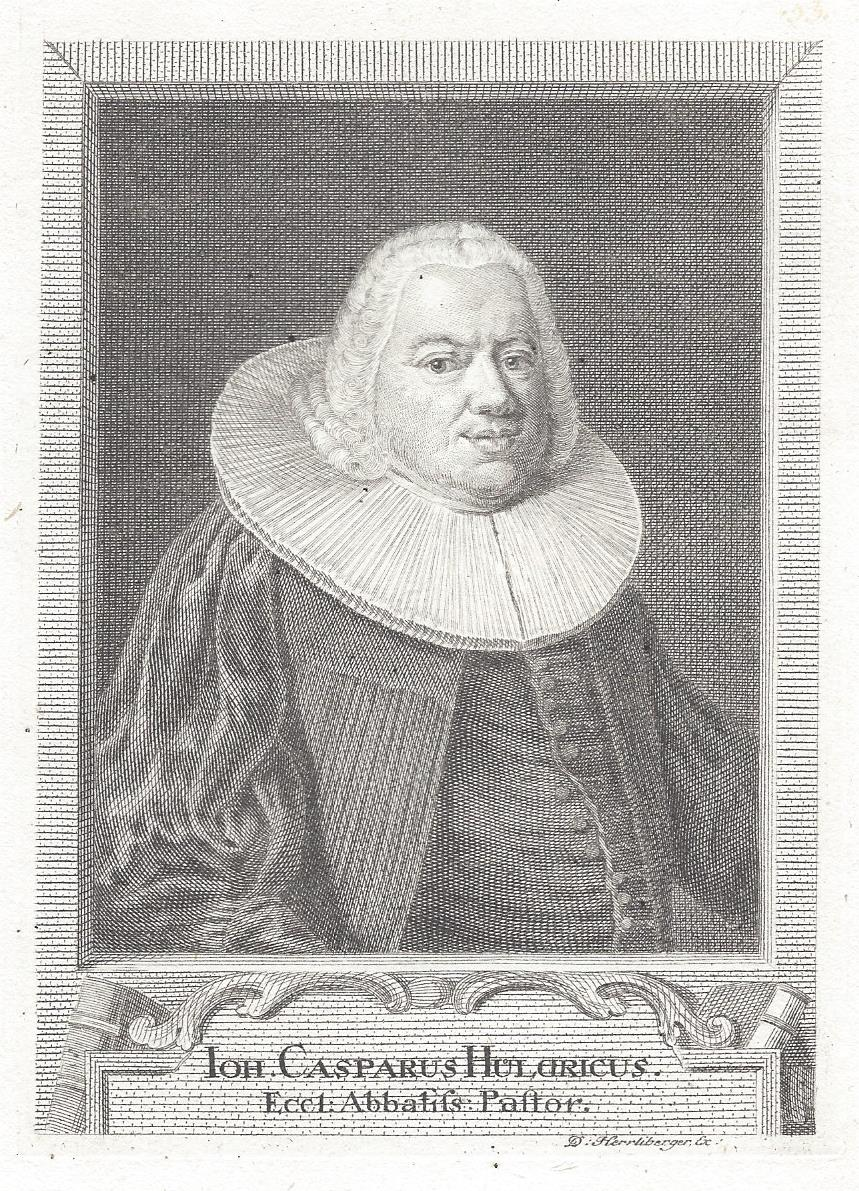
Johann Caspar Ulrich, Kupferstich von David Herrliberger um 1755

Johann Caspar Ulrich (* 1705 in Steinegg im Thurgau; † 27. Februar 1768 in Zürich) war ein reformierter Pfarrer pietistischer Richtung aus der Schweiz, der als Erster die Geschichte der Schweizer Juden erforschte.

## Biografie
Ulrich studierte in Zürich und wurde 22-jährig in das Predigtamt aufgenommen. Daraufhin begab er sich auf eine Studienreise, die ihn über Basel, Strassburg, Mannheim, Mainz und Köln nach Utrecht zum berühmten Theologen Friedrich Adolf Lampe führte. Als dieser nach Bremen berufen wurde, folgte ihm Ulrich dorthin. Hier vertiefte er bei einem getauften Juden seine Kenntnisse in der rabbinischen Literatur, verfasste daraufhin die Dissertation De 12 Fontibus et 70 Palmis ab Israëlitis in Elim repertis und setzte sein Studium Rabbinicum bei jüdischen Gelehrten in Hamburg und Altona/Elbe fort.
1730 erhielt er die Pfarrstelle von Uitikon, 1742 wurde er Diakon in der Gemeinde zum Heiligen Geist in Zürich und 1745 Pfarrer am Fraumünster sowie Mitglied des Kirchen- und Schulrates. Hier trat er erstmals in Kontakt zu den Juden von Lengnau und Endingen im heutigen Kanton Aargau zwecks «einschmeichelnder Einführung der Judenmission» und nahm 1750 an der Einweihung der neuerbauten Lengnauer Synagoge teil.
Ulrich wurde auch bekannt als Bearbeiter der Zürcher Bibel; er versah die Biblia von 1755/1756, die später nach ihm Ulrichbibel genannt wurde, mit Vorreden, vielen Auslegungen und Nuzanwendungen ... und nothwendigen Concordanzen.

## Werke

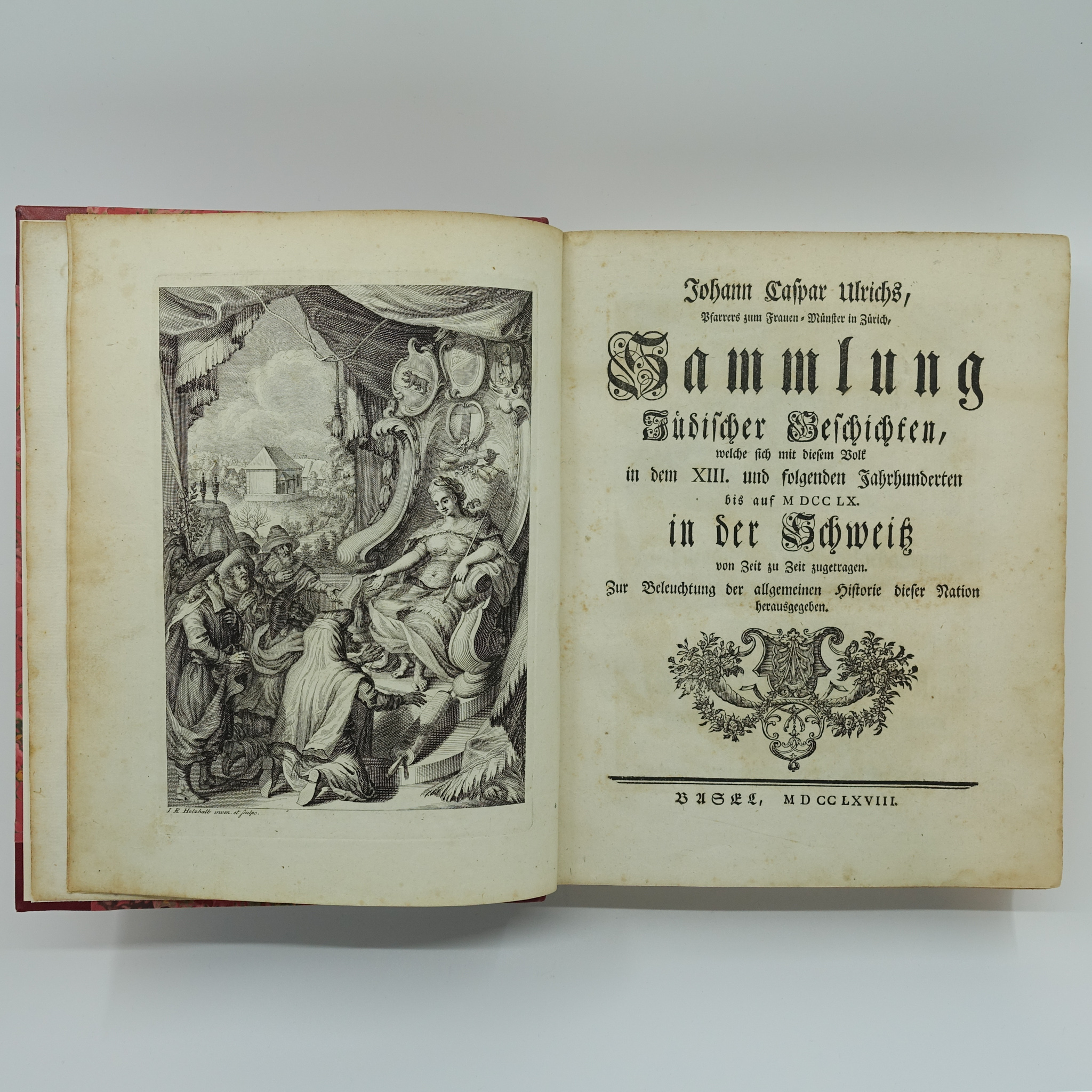
1768 Titelblatt der Sammlung jüdischer Geschichten, in der Sammlung des Jüdischen Museums der Schweiz.

- Kurze Anmerkungen über die Leiden Jesu an seiner heiligen Seele. Gessner, Zürich 1753. (Digitalisat)
- Kurze Anweisung, wie man die Berichte des heiligen und gerechten Gottes, die er über die sündliche und gottlose Welt ergehen lässt, anzusehen habe. Ziegler, Zürich 1755. (Digitalisat)
- Das Erdbeben als ein Zeichen der Macht und des Zorn Gottes. Ziegler, Zürich 1756. (Digitalisat)
- Das gewisse und aller Aufnahme würdige Wort von der heilsamen Offenbarung des Sohns Gottes im Fleisch. Ziegler, Zürich 1756. (Digitalisat)
- Das grosse und frohe Weyhnachts-Evangelium, welches der heilige Erz-Vater Jacob seinen Kindern auf seinem Todbett gepredigt. Ziegler, Zürich 1756. (Digitalisat)

' Das Ende der Welt. Ziegler, Zürich 1756. (Digitalisat)
- Die grosse, die unschäzbare Glükseligkeit eines Volks, welches unter dem Zepter gerechter, kluger und gottseliger Regenten stehet. Ziegler, Zürich 1759. (Digitalisat)
- Der um Gnade und um Abwendung der gerechten Gerichten Gottes herzlich anhaltende Abraham : In einer Buß-Predigt vorgestellt. Ziegler, Zürich 1763. (Digitalisat)
- Sammlung Jüdischer Geschichten, welche sich mit diesem Volk in dem XIII. und folgenden Jahrhunderten bis auf MDCCLX. in der Schweiz von Zeit zu Zeit zugetragen. Zur Beleuchtung der allgemeinen Historie dieser Nation herausgegeben. Basel 1768 Google Books.
- Der bettende Landmann. Wie selbiger seine Hauss-Andacht nach den Umständen seines Beruffs andächtig, christlich und gläubig verrichtet zur Erbauung und Stärckung seines lieben Mit-Bruders auf dem Land. Bürgkli, Zürich 1768. (Digitalisat)
- Fortgesetzte und vermehrte Sammlung jüdischer Geschichten, welche sich mit diesem Volk in dem XIII. und folgenden Jahrhunderten biss auf gegenwärtige Zeiten in der Schweiz zugetragen. Zwei Manuskriptbände mit diversen Handzeichnungen, ca. 1328 Seiten, im Staatsarchiv des Kantons Aargau in Aarau